# Dungeons & Dragons
 Denne artikel bør gennemlæses af en person med fagkendskab for at sikre den faglige korrekthed.

Dungeons & Dragons (forkortet D&D eller DnD) er et bordrollespil. Det blev opfundet af Gary Gygax og Dave Arneson i 1970 og udgivet af Garys firma Tactical Studies Rules (TSR). Det har dog siden 1997 været udgivet af det amerikanske spil firma Wizards of the Coast.
Dungeons & Dragons var det første og mest populære rollespil (engelsk: Role playing game, forkortet RPG) og har været inspiration for mange senere RPG spil.

## Spillets forløb
I Dungeons & Dragons, påtager spillerne sig hver især en rolle (spilkarakter) som de laver i samarbejde med en spilleder (også kaldet Dungeon Master eller DM). Hver spilkarakter har særlige karakteristika som definerer netop ham/hende. Når alle spillerne er klar, kan selve spillet gå i gang. Det ledes af Dungeon Master'en som fortæller en overordnet historie og giver herefter spillerne feedback på deres handlinger og gøremål i den verden han har valgt at placere spillet i. Hver spilsession tager fra én til flere timer og kan fortsætte gennem mange spilsessioner, nogle gange over flere år. Bordrollespil som forløber over flere spilsessioner kaldes Kampagner (Campaigns). Gennem spillet samler spilkaraktererne erfaring i form af experience points (xp). De tildeles normalt efter hver spilsession og når en spilkarakter har tilstrækkeligt med xp, har han/hun mulighed for at uddanne sig og stige i niveau (level). Herved opnår spilkarakteren nye færdigheder og bliver bedre til sine gamle.
Dungeons & Dragons kan spilles på mange måder, alt efter temperament, humør eller behov. Nogle lægger megen vægt på dialoger og at spille særlige roller, andre på intriger eller detektivagtige mysterier, mens andre igen bruger megen tid på kampsituationer og powergaming (dvs. at stige hurtigt i niveau og udvikle magtfulde spilkarakterer).
Som rekvisitter til spillet bruges Dungeons & Dragons grundregler, særlige polyhedrale terninger, skriveredskaber og papir. Hertil kan Dungeon Master'en finde inspiration i de mange spilmoduler og spilverdener der er udgivet. Det er meget udbredt også at anvende særlige metalfigurer til at repræsentere spilkaraktererne og de personer og væsner som de møder i spillet, især i forbindelse med kampsituationer, hvor afstande og indbyrdes placering bliver meget afgørende.

## Karakteristika
Dungeons & Dragons har en lang række fællestræk med andre bordrollespil. Spilkaraktererne defineres ud fra de særlige karakteristika profession, evner, race og moralsk orientering som de mest basale.

### Professioner
| Professioner i Dungeons & Dragons                  | | |
| Spil-udgave                                        | Officielle professioner | Ekstra professioner |
| Dungeons & Dragon (D&D basic)                      | Kriger, magiker, præst (cleric), tyv. Halfling, dværg og elver.                                                                            | |
| Advanced Dungeoons & Dragons (AD&D)                | Kriger, paladin, ranger, magiker, illusionist, præst, druide, tyv, assassin, munk.                                                         | Ridder (cavalier), barbar (barbarian) og skjald (bard). Samurai, kensai, bushi, wu jen, shukenja, sohei, ninja, yakuza og munk i fantasilande med asiatisk tilsnit.                                                                       |
| Advanced Dungeoons & Dragons 2nd edition (AD&D 2e) | Kriger, paladin, ranger, magiker, illusionist, præst, druide, tyv, skjald (bard).                                                          | Shaman, munk, assassin, cavalier, barbar, amazone, gladiator, mystiker (mystic), explorer, soldat, pirat, handelsmand (merchant), mariner, lærd (scholar), gøgler (jester), etc.                                                          |
| Dungeons & Dragons 3rd edition (D&D 3e)            | Kriger, paladin, ranger, barbar, magiker (wizard), troldmand (sorcerer), præst, druide, skjald (bard), rogue, munk.                        | Prestige Classes. Samurai, wu jen, shugenja, sohei og shaman i fantasilande med asiatisk tilsnit. |
| Dungeons & Dragons version 3.5 (D&D 3.5e)          | Som for D&D 3e | Ridder (knight), duskblade, dragon shaman og svindler (beguiler), hertil et utal af varianter af de officielle professioner (marshal, scout, totem barbarian, warmage, m.fl.). Incarnate, soulborn og totemist.                           |
| Dungeons & Dragons 4th edition (D&D 4e)            | Kriger, paladin, krigsherre (warlord), ranger, magiker (wizard), heksemester (warlock), præst, rogue.                                      | Paragon Paths. Barbar, druide, skjald (bard), påkalder (invoker), shaman, troldmand (sorcerer), hævner (avenger) og vogter (warden). Munk, ardent, battlemind, psion, runepriest, seeker og hertil hybrid-professioner. Assassin, vampyr. |
| Dungeons & Dragons 5th edition (D&D 5e)            | Kriger, paladin, ranger, barbar, magiker (wizard), troldmand (sorcerer), heksemester (warlock), præst, munk, druide, rogue, skjald (bard). | |

Antallet af professioner man som spiller kan vælge imellem varierer meget, alt efter hvilken version af D&D man spiller og er også delvist afhængig af hvilket fantasi-univers spillet foregår i. I de første udgaver af Dungeons & Dragons var der kun en ret begrænset mængde professioner at vælge imellem, mens der i de senere udgaver - især da AD&D kom frem - er langt flere. I de oprindelige D&D regler blev racerne halfling, dværg og elver også anset for professioner, men det ændrede sig i efterfølgende spil-versioner.
Med AD&D, blev det tilmed muligt at vælge multi-class og dual-class, hvor professioner kombineres. Der er en række begrænsninger og krav som beskrives nærmere i reglerne, eksempelvis er det kun mennesker der kan vælge dual-class og som regel kun elvere og halv-elvere der kan vælge multi-class. Efterfølgende regelsupplementer tilføjede professionerne ridder (cavalier), barbar (barbarian) og skjald (bard).
Da AD&D 2nd edition udkom i 1989, blev professionerne munk og assassin fjernet fra spillet, mens magiker professionen blev udvidet til også at omfatte syv nye specialist typer. Både munk og assassiner professionerne er senere blevet genintroduceret og beskrevet i nogle af de mange regelsupplementer, sammen med mange andre helt nye ekstra professioner.
I D&D 3rd edition blev professionen munk genindført og den nye profession rogue, dækker begge de tidligere professioner tyv og assassin. En anden ny profession sorcerer, er en særlig form for magiker der er født med trolddomsevner og ikke skal studere dem i gamle bøger.  Som noget helt nyt, og en udvidelse af multiclass-begrebet, blev de såkaldte Prestige Classes introduceret. Prestige Classes er særlige specialiserede professionsveje man kan vælge i løbet af sin karriere, hvis man opfylder nogle bestemte kriterier. Der blev oprindeligt givet mulighed for i alt seks Prestige Classes, men i efterfølgende udgivelser blev mere end hundrede tilføjet. D&D 3.5e fra 2003 tilbød ikke nogle nye professionsmuligheder for spillerne, men efterfølgende regelsupplementer åbnede op for en masse alternative professioner og varianter af de elleve grundprofessioner.
Med D&D 4th edition, kom der igen ændringer i de mulige professioner for spilkaraktererne. Druide, barbar og munk blev droppet, men dog genindført som alternative professioner (sammen med mange nye) i diverse efterfølgende regelsupplementer. Prestige Class systemet blev også droppet og erstattet af det mere enkle og begrænsede Paragon Path system. I Paragon Path vælger man på 11'te level en særlig Paragon Path specialisering og fra 20'ende level vælges en såkaldt Epic Destiny specialisering. Herudover blev grundreglerne udvidet til 30'te level, hvor 20'ende level tidligere havde været det maksimalt opnåelige.
Nogle spil-verdener knyttet til Dungeons & Dragons benytter sine egne professioner, enten som tillæg eller erstatning for de gængse. Til eksempel benytter Dark Sun universet også professionerne Gladiator, Templar, Defiler, Preserver og Psionicist, mens Dragonlance universet også bruger professionerne Knight of Solamnia, Mariner, Handler, Con artist og flere specielle typer præster og magikere.

### Evner
Basale evner for spilkaraktererne afgøres ved terningeslag inden spillet startes. Der er flere accepterede metoder. Evnerne (abilities) omfatter Styrke (Strength), Behændighed (Dexterity), Udholdenhed (Constitution), Intelligens (Intelligence), Visdom (Wisdom) og Karisma (Charisma). Visse professioner kræver nogle minimumsværdier i udvalgte evner, eksempelvis har krigere brug for en høj styrke, magikere en høj intelligens, præster høj visdom og tyve høj behændighed. Evnerne ligger stort set fast igennem spillet, men kan ændre sig lidt i særlige tilfælde, som regel i forbindelse med magi.
Med AD&D-udgivelsen "Unearthed Arcana" i 1985 blev den sekundære evne Skønhed (Comeliness) introduceret.

### Racer
| Racer for spilkarakterer i Dungeons & Dragons      | | |
| Spil-udgave                                        | Officielle racer | Ekstra racer |
| Dungeons & Dragon (D&D basic)                      | Menneske, halfling, dværg og elver. | |
| Advanced Dungeoons & Dragons (AD&D)                | Menneske, halfling, gnom, dværg, elver, halv-elver og halv-ork. * Elver underracer: højelver, gråelver, skovelver, dalelver, vildelver, havelver og drow. | Bjerg dværge, bakke dværge (hill dwarves), grå dværge (duergar) og svirfneblin. Korobokuru, hengeyokai og spirit folk i fantasilande med asiatisk tilsnit. |
| Advanced Dungeoons & Dragons 2nd edition (AD&D 2e) | Menneske, halfling, gnom, dværg, elver, halv-elver og halv-ork. * Halfling underracer: hairfeet, tallfellow og stout. * Elver underracer: højelver, gråelver, skovelver, havelver og drow. | Drage |
| Dungeons & Dragons 3rd edition (D&D 3e)            | Menneske, halfling, gnom, dværg, elver, halv-elver og halv-ork. | Korobokuru, hengeyokai, nezumi, vanara og spirit folk i fantasilande med asiatisk tilsnit. |
| Dungeons & Dragons version 3.5 (D&D 3.5e)          | Som for D&D 3e. | Environmental variants: aquatic goblins, arctic dwarves, desert orcs, jungle elves, etc. Elemental variants: air gnomes, fire elves, water halflings, etc. Blood line variants: celestial bloodlines, demon bloodlines, dragon bloodlines, giant bloodlines, etc. Azurin, Duskling, Rilkan og Skarn. Goliath, illumian, raptoran, catfolk, gnoll, kentaur, kobold, halv-drage og spellscale m.fl. |
| Dungeons & Dragons 4th edition (D&D 4e)            | Menneske, halfling, dværg, elver, halv-elver, tiefling, dragonborn og eladrin. | Gnom, halv-ork, deva, goliath, shifter. Githzerai, minotaur, shardmind og wilden. Svirfneblin, kobold og goblin. |
| Dungeons & Dragons 5th edition (D&D 5e)            | Menneske, halfling, gnom, dværg, elver, halv-elver, halv-ork, tiefling og dragonborn. * Halfling underracer: lightfoot, stout * Gnom underracer: forest gnome, rock gnome * Dværg underracer: bjerg dværg, bakke dværg * Elver underracer: højelver, skovelver og drow Dog er der senere udgivet udvidelses pakker hvor der er et utal flere racer at vælge imellem, heriblandt goliath, firbolg og tabaxi m.m..[kilde mangler] | Gith (githyanki, githzerai) * Gnom underracer: deep gnome (svirfneblin) * Dværg underracer: grå dværg (duergar) * Elver underracer: havelver, eladrin, shadar-kai |

I Dungeons & Dragons kaldes de forskellige fantasi-væsner også for "racer". I de oprindelige regler var det kun menneske, halfling, dværg og elver der var tilgængelige for spilkarakterer, men som for professioner, udvidede antallet af tilgængelige racer sig med senere regeludgivelser. Med Advanced Dungeons & Dragons fra 1989 kom der mange nye racer til, heriblandt en masse elver underracer, med højelverne som de mest almindelige. Regelsupplementer tilføjede endnu flere, heriblandt bjerg dværge (mountain dwarves), bakke dværge (hill dwarves), grå dværge (duergar) og svirfneblin (også kendt som deep gnomes).
Med D&D 3rd edition blev alle de mange underracer sløjfet og kun de overordnede syv racer fra AD&D blev nu beskrevet som mulige spilkarakterer. Den reviderede D&D 3.5e og efterfølgende regelsupplementer tilføjede dog et væld af alternative racer, mange flere end i nogen anden spilversion. Også i D&D 4th edition var underracerne sløjfet, mens de tre nyopfundne racer tiefling, dragonborn og eladrin kom til. Med D&D 5th edition fra 2014 blev eladrin racen fjernet igen og flere af de tidligere underracer blev genindført til brug som spilkarakterer. Der blev også tilføjet nogle helt nye underracer, bl.a. forest gnome, lightfoot og stout, hvoraf de sidste to er halfling underracer.
Der findes mange andre væsner og racer i Dungeons & Dragons, blandt andet goblins, orker, trolde, varulve og drager, men de er sjældent tilgængelige som spilkarakterer. Regelkompendiet "Savage Species" fra 2003 til D&D 3e beskriver dog hvordan man kan gøre fabeldyr, monstre og uhyrer brugbare for spilkarakterer. Der er også udgivet fire regelkompendier til D&D 3.5e som beskriver hvordan man kan gøre udvalgte fantasivæsner spilbare, herunder goliath, catfolk, gnoll, kentaur, kobold og spellscale. De fem kompendier er dog også ment som en hjælp til Dungeonmaster'en til at skabe NPC'er med udviklingspotentiale og ikke nødvendigvis som brug for nye typer af spilkarakterer.
Nogle fantasiverdener til Dungeons & Dragons opererer med flere underracer - og til tider også egne racer - til brug for spilkarakterer, udover dem der er beskrevet i regelbøgerne. I det populære Forgotten Realms univers er det eksempelvis muligt at spille måneelver eller solelver, mens andre universer, såsom Dark Sun, tilføjer de helt nye racer Half-giant, Thri-kreen og Mul.

### Moralsk orientering
Alignment er en kategorisering af etiske og moralske perspektiver, som ellers kan være svært at italesætte, og bruges både for samfund, grupper, og individer, herunder spilkarakterer.
Betegnelserne Lawful og Chaotic har at gøre med hvor gruppeorienteret man er. Om individet er villig til at underlægge sig gruppen eller ej og især om hvorvidt man i det hele taget føler og mener at organisering er vigtigt. Good og Evil har overordnet set at gøre med om man er medfølende med andre væsner eller ej. Om andres glæde, lykke og trivsel har betydning og skal respekteres eller ej. Når de fire begreber kombineres, opstår der forskellige moralske konstellationer:
| Lawful Good    | Neutral Good | Chaotic Good    |
| Lawful Neutral | Neutral      | Chaotic Neutral |
| Lawful Evil    | Neutral Evil | Chaotic Evil    |

Alle spillere vælger et alignment til deres karakter før spillet går i gang, men valgmulighederne kan være begrænset af karakterens profession eller race, eller af det univers (og den kampagne) som spillederen har bestemt. Hvert af de ni mulige alignments kan spilles på mange måder, og to figurer inden for ét alignment kan opføre sig forskelligt i givne situationer. 
Alignment er således ikke ment som en spændetrøje der dikterer forudbestemte handlinger i enhver situation. Hvis en karakters opførsel afviger markant fra det oprindelige alignment gennem længere tid, vil karakterens alignment dog ændre sig.
Der er åbent for fortolkning og kreativt rollespil indenfor hvert alignment, men stereotype karakteristikker er som følger:
Lawful Good
Lawful Good (lovlydig god) er kendt som "den hellige" eller "korsridderens" alignment. En typisk lovlydig god figur, er en der viser med- og pligtfølelse og går op i ære. De forstår at visse friheder må ofres for at der kan skabes orden i tingene, men har sandheden og det smukke i livet som de ypperste mål. Et lovlydigt godt samfund består af en velorganiseret regering, der arbejder til gavn for sine borgerne.
Lovlydige gode figurer er f.eks. retfærdige riddere og paladins. De fleste halfling og dværge samfund er af dette alignment. Fabeldyr der er lovlydigt gode omfatter bl.a. brownies, enhjørninge og ki-rin, samt de formskiftende og exceptionelt begavede sølv drager og gyldne drager.
Eksempler på lovlydige gode figurer: Batman, Dick Tracy og Indiana Jones
Neutral Good
Neutral Good (neutral god) er kendt som "velgørerens" alignment. En typisk neutral god figur, er styret af sin samvittighed og handler uegennyttigt, uden hensyn til love, regler eller traditioner. At bøje eller bryde regler for at gøre det rigtige, giver dem ikke samme kvaler som lovlydige karakterer.
De fleste samfund af deep gnomes (svirfneblin) er neutrale med gode tendenser. Andre fabeldyr og skabninger med neutralt godt alignment omfatter bl.a. de fleste alfe-væsner, herunder sylfider, nymfer, pixies og sprites, men også kentaurer, nogle cloud giants, samt de yderst sjældne sagnomspundne fønix fugle.
Eksempler på neutralt gode figurer: Zorro og Spider-Man
Chaotic Good
Chaotic Good (kaotisk god) er kendt som "forherligelsens", den "rebelske" eller "kynikerens" alignment. En kaotisk god figur favoriserer forandringer for det fælles bedste, foragter bureaukratiske organisationer, der kommer i vejen for sociale forbedringer og sætter pris på den personlige frihed, ikke kun for sig selv, men også for andre. De har altid til hensigt at gøre det rigtige, men deres metoder er generelt uorganiserede og ofte ude af trit med omgivelserne. Kaotisk gode personer kan hurtigt skabe konflikter i en gruppe af eventyrer, hvis de føler at de bliver kostet rundt med, og fordi de mener at omfattende planlægning er meningsløst og foretrækker at improvisere.
De fleste elvere og eladrin er kaotisk gode. Fabeldyr og væsner med dette alignment inkluderer enter (treant), pegasi, djinn, storm giants og de spøgefulde kobber drager.
Eksempler på kaotisk gode figurer: Robin Hood
Lawful Neutral
Lawful Neutral (lovlydig neutral) kaldes "dommerens" eller "den disciplineredes" alignment. En lovlydig neutral figur tror på begreber som ære, orden, regler og traditioner, mens de er neutrale med hensyn til godt og ondt. Dette betyder ikke, at de er amoralske eller umoralske og uden moralsk kompas, men blot at deres moralske overvejelser bestemmes af hvad tradition eller jura måtte diktere. De har typisk et stærkt etisk kodeks, men det er først og fremmest styret af deres trossystem, ikke af en forpligtelse til godt eller ondt. Lovlydigt neutrale figurer er f.eks. en soldat, der altid følger ordrer, en disciplineret munk, en dommer eller en bøddel, der nådesløst opretholder loven. Et lovlydigt neutralt samfund vil typisk håndhæve strenge love for at opretholde den sociale struktur og sætter høj pris på traditioner. 
Fabeldyr og væsner med lovlydig neutralt alignment er temmelig sjældne, men inkluderer bl.a oreader, de små nomadiske armand væsner og sand giants. Blandt dragerne er de mistroiske men nysgerrige smaragd drager samt de underjordiske territoriehævdende safir drager Lawful Neutral. De vingeløse drage-afarter forest landwyrms og earth drakes er også af dette alignment.
Eksempler på lovlydig neutrale figurer: James Bond og Odysseus
Neutral
Neutral, også kaldt True Neutral (ægte neutral) eller neutral neutral, betegner den "uafklaredes" eller "naturens" alignment. En neutral figur har tendens til ikke at føle særlig stærkt for eller imod ændringer. Nogle neutrale figurer forpligter sig til at balancere mellem de andre alignments, snarere end at føle sig uafklarede. De ser det gode, det onde, lov og kaos som farlige ekstremer der skal undgås og nogle gange bekæmpes. Selvom ægte neutrale ikke vil acceptere begreberne godt og ondt, har de ofte en stærk tendens til at føle sympati med og støtte de kuede og undertrykte, uanset hvilken side de så ellers er på.
En landmand hvis primære bekymring er, hvordan han skal brødføde sin familie er af neutralt alignment. En købmand, der uden skrupler sælger sine varer til begge sider i en krig for fortjeneste er også neutralt orienteret. Ligeledes er de fleste dyr ægte neutrale, da de mangler evnen til moralske overvejelser; de er styret af instinkt snarere end bevidste beslutninger. Druider er ofte dedikeret til at balancere mellem de andre alignments og i AD&D-reglerne skal druider være ægte neutrale. Der gives et eksempel i 2nd Edition "Player's Handbook"; en druide bekæmper en bande plyndrende gnolls, men beslutter senere i løbet af kampen at redde gnoll-klanen fra total udryddelse. Eksempler på fabeldyr og væsner med ægte neutralt alignment er havfolk (merfolk), de reptile lizardfolk, stone giants og de højt intelligente cloud dragons og mist dragons.
Eksempler på neutrale figurer: Han Solo før han hjælper rebellerne
Chaotic Neutral
Chaotic Neutral (kaotisk neutral) kaldes den "anarkistiske" eller "den frie fugls" alignment. En figur af dette alignment er en individualist, der følger hans eller hendes eget hjerte - regler og traditioner giver dem myrekryp. Selv om de hylder frihedsidealer, er det deres egen frihed, der kommer først. Kaotisk neutrale figurer er frisindede. Skulle en gruppe eventyrers mål tilfældigvis være på vejen til et af deres egne mål, er de parate til at følge trop, men deres metoder til at opnå målet er ofte uorganiseret, uortodoks eller helt uforudsigeligt.
De fleste dal elvere (valley elves) og de små sjældne grugach elvere, der er en art vild elvere (wild elves), er kaotisk neutrale. Fabeldyr og uhyrer med dette alignment er ikke så hyppige, men inkluderer bl.a. de nomadiske catfolk, de festglade satyrer, de aggressive gibberlings, de isolationistiske og tungnemme kykloper, samt de højt intelligente, men farlige, bjergkæmper (mountain giants). Blandt drager er de orientalske spirit dragons (shen lung) og deres slægtninge coiled dragons (pan lung) kaotisk neutrale.
Eksempler på kaotisk neutrale figurer: Jack Sparrow fra Pirates of the Caribbean-serien
Lawful Evil
Lawful Evil (lovlydig ond) er også benævnt som "dominatorens" eller den "diabolske" alignment. Figurer med dette alignment mener at et velordnet system af regler, er lettere at udnytte. De vil normalt adlyde deres overordnede og holde deres ord, men de har intet til overs for andres rettigheder og friheder. Ligesom f.eks. en lovlydig god Paladin, kan en lovlydig ond figur undertiden befinde sig i det dilemma, om at adlyde loven eller deres egne interesser. Men deres skrupler går mere på, om det bliver opdaget og hvad de kan få ud af det, end hvad der er rigtigt ifølge loven.
Eksempler på dette alignment omfatter tyranner, uempatiske og ukritiske lejesoldater der har en streng disciplin og adfærdskodeks, og loyale soldater der nyder at dræbe. De fleste samfund af grådværge (duergar) er af dette alignment. Lovlydige onde uhyrer og monstre omfatter bl.a. animerede skeletter og mumier, da de er styret af ondsindet trolddom, hobgoblins, sahuagin, og kobolds, da de lever i organiserede flokke, samt ikke mindst de udspekulerede og snu grønne drager, vampyrer, og alle djævle (devils).
Eksempler på lovlydig onde figurer: Magneto fra X-Men
Neutral Evil
Neutral Evil (neutral ond) kaldes også "misdæderens" alignment. Figurer med dette alignment er typisk egoistiske og de allierer sig med andre primært for at fremme egne mål. Derfor har de heller ingen skrupler om at vende sig imod sine allierede hvis det kan fremme deres egne interesser. Alliancerne de indgår baserer sig ofte på magt og penge og i den sammenhæng er neutralt onde figurer ofte korrupte og nemme at bestikke. De følger kun lovgivningen hvis det er bekvemt for dem. Selvom neutralt onde ikke har skrupler om at skade andre for at opnå det de selv ønsker, vil de sjældent gå så langt som til at forårsage et blodbad, medmindre det har en klar direkte fordel. En neutral ond figur kan være mere farlig end både Lawful Evil og Chaotic Evil figurer, da han eller hun ikke er bundet af nogen form for ære eller tradition og ikke er åbenlyst uorganiserede eller unødigt voldelige.
Eksempler på neutralt onde figurer kunne være en assassin (snigmorder) der kun tager en smule overfladisk hensyn til formelle love og ikke dræber uden grund, en håndlanger der ligger planer bag en overordnets ryg, eller en lejesoldat, der skifter side hvis der skulle komme et bedre tilbud. Drow elevere er som regel af dette alignment. Uhyrer og monstre med dette alignment inkluderer bl.a. de udisciplinerede goblins, zombier og flere typer genfærd, marer (night hags og greenhags), mephits, frost giants, samt de underjordiske, nataktive og solitære skygge drager.
Eksempler på neutral onde figurer: Mystique fra X-Men
Chaotic Evil
Chaotic Evil (kaotisk ond) omtales som "ødelæggerens" eller den "dæmoniske" alignment. Figurer med dette alignment har tendens til at ikke at have nogen respekt for regler og andre folks liv. De går kun op i deres egne ønsker og behov, der typisk er egoistiske og grufulde. De sætter høj pris på den personlige frihed, men har ikke nogen respekt for andre væsners liv eller frihed. De fungerer ikke godt i grupper, da de afskyr at modtage ordrer og kan kun indordne sig andre hvis de frygter repressalier. Det er ikke obligatorisk for en kaotisk ond figur, konstant at udføre sadistiske handlinger bare for ondskabens skyld eller konstant at modsætte sig regler og ordrer blot for den kaotiske naturs skyld. De nyder dog andres lidelser og ser ære og selvdisciplin som svagheder.
Monstre med begrænset intelligens er typisk kaotisk onde, det gælder blandt andet bugbears, gnolls, orker, ogres, trolde, hill giants og kæmpe-edderkopper. Mere intelligente uhyrer og monstre med dette alignment inkluderer varulve, banshees, gremlins og de underjordiske derros, samt alle dæmoner (demons). Blandt dragerne er flere kaotisk onde af natur, herunder de syrespyende sorte drager og de højt begavede men begærlige og besidderiske røde drager.
Eksempler på kaotisk onde figurer: Riddick fra Pitch Black.

## Spilverdner
Dungeons & Dragons er et fleksibelt spil som kan tilpasses alle mulige fantasiverdener og opfordrer ligefrem til at man udvikler sine egne verdner til brug i spillet. Der er dog udgivet materiale til en række spilverdner gennem tiden.
I 1980 udkom det første brugbare materiale om spilverdenen Greyhawk og dén verden blev siden anvendt til AD&D spilmodulerne fra TSR og ved større officielle spiltræf. I 1987 udkom første udgave af spiluniverset Forgotten Realms og det har siden da været officielt univers for AD&D og fra år 2000 for D&D. I perioden 1981 til 1996, var spilverdenen Mystara officielt spilunivers for D&D som udkom sideløbende med AD&D.
Populære og indflydelsesrige spiluniverser udviklet til rollespillet, inkluderer følgende:
GreyhawkEt spilunivers udviklet af Dungeons & Dragons fader Gary Gygax siden 1972 som har haft stor indflydelse på hvordan reglerne har udviklet sig. Den første brugbare spiludgivelse om Greyhawk verdenen udkom i 1980 og Greyhawk var meget anvendt som spilunivers til TSR's spilmoduler for AD&D, samt ved større AD&D spiltræf. I 1987 blev Forgotten Realms universet officielt spilunivers for AD&D, men Greyhawk fortsatte med at følge udviklingen af spillet og dets regler indtil 2008. Udover detaljerede beskrivelser af verdenen og dens kulturer, er der udkommet et væld af spil-moduler til Greyhawk og enkelte fiktionsbøger.
MystaraMystara var officielt spilunivers til D&D fra 1981 til den sidste Mystara-udgivelse i 1996. I den periode blev D&D udgivet sideløbende med AD&D. Mystara var nævnt, brugt og sporadisk beskrevet i D&D regeludgivelserne fra 1981 og frem, men først i 1987 udkom selvstændige udgivelser som beskrev Mystara i større detalje (Gazetter-serien). I 1989 blev der udgivet kort over Mystara (trail maps). Der er udkommet et væld af spilmoduler til Mystara universet, samt en række fiktionsbøger.
DragonlanceEt spilunivers udviklet af Tracy Hickman og hans kone Laura. Har siden 1984 dannet rammen om en stor mængde populære fiktionsbøger, hvor forfatteren Margaret Weis har været stærkt involveret også.
LankhmarEn stor labyrintisk bystat udviklet af den amerikanske forfatter Fritz Leiber siden 1930'erne. Lankhmar ligger i spiluniverset Nehwon, men det er stort set kun Lankhmar som er beskrevet i diverse spiludgivelser, mens Leibers fiktionsbøger kommer længere omkring.
Dark SunEn postapokalyptisk ørkenverden udviklet af spildesignerne Troy Denning og Timothy Brown samt kunstneren Gerald Brom siden 1991.
RavenloftEn gotisk verden (ala Bram Stokers Dracula) med spøgelser, flagermus, vampyrer og magi, hvor godt og ondt kæmper mod hinanden. Udviklet meget siden 1990, med inspiration i det banebrydende D&D spilmodul "Ravenloft" (Tracy og Laura Hickman) fra 1983.
PlanescapeEt eventyrunivers der omfatter alverdens dimensioner og verdener såsom Udgård, Gladsheim, Hades, Tartaros, Styx, Olympos, Limbo, Elysium, Arborea, Nirvana, Astralplanet, elementar planerne (jord, ild, luft og vand), og mange mange flere. Her bor guder, dæmoner og magiske væsner og spillerne rejser ind og ud af de forskellige planer på tværs af tid og rum. Mange af planerne og verdnerne har været sporadisk nævnt og brugt i flere D&D udgivelser men det var først i 1987 at det første forsøg på en sammenhængende og anvendelig beskrivelse udkom i form af "Manual of the Planes" af Jeff Grubb. Planescape som brugbart og enkeltstående spilunivers blev dog først udgivet i 1994, udviklet af spildesigneren David Cook (også kendt som Zeb Cook).

## Udgivelseshistorie
De første udgaver af Dungeons & Dragons var kun med enkelte karaktertyper, uhyrer, monstre og magi. Med udgivelsen af AD&D i 1979, blev reglerne og mulighederne udvidet voldsomt og har været mangefacetterede og komplekse lige siden. Siden 1979, har grundreglerne til Dungeons & Dragons bestået af tre regelbøger: "Player's Handbook", "Dungeon Master's Guide" og "Monster Manual". Disse tre bøger er kommet i mange forskellige oplag, udgaver og versioner og reglerne har ændret sig en del gennem tiden. Grundreglerne blev senest revideret i 2012-2014.
Som supplement til spillets grundregler er der løbende udkommet et væld af andre udgivelser, men de er alle valgfrie og kun til inspiration.
| Dungeons & Dragons-udgivelser | | | |
|                               | Regelsupplementer | | |
| Udgave                        | Monstre og racer | Professioner | Andet |
| D&D basic                     | Creature Catalogue Bestiary of Dragons and Giants Night Howlers | | The Book of Marvelous Magic Rules Cyclopedia Wrath of the Immortals |
| AD&D                          | Monster Manual II Fiend Folio | Unearthed Arcana Oriental Adventures | The Book of Marvelous Magic Deities & Demigods Unearthed Arcana Oriental Adventures Wilderness Survival Guide Dungeoneer's Survival Guide Manual of the Planes Battlesystem |
| AD&D 2e                       | Monstrous Compendium (1-15) The Complete Book of Dwarves The Complete Book of Elves The Complete Book of Gnomes & Halflings The Complete Book of Humanoids Monster Mythology Monstrous Arcana: I, Tyrant Monstrous Arcana: The Sea Devils Monstrous Arcana: The Illithiad                                                                                | The Complete Fighter's Handbook The Complete Thief's Handbook The Complete Priest's Handbook The Complete Wizard's Handbook The Complete Bard's Handbook The Complete Ranger's Handbook The Complete Paladin's Handbook The Complete Druid's Handbook The Complete Barbarian's Handbook The Complete Ninja's Handbook Sages & Specialists Chronomancer Shaman College of Wizardry Den of Thieves Bastion of Faith Wizard's Spell Compendium (I-IV) Priest's Spell Compendium (I-III) | The Complete Psionics Handbook The Complete Book of Necromancers The Complete Book of Villains Legends & Lore Tome of Magic Book of Artifacts The Magic Encyclopedia (vol. 1-2) Encyclopedia Magica (vol. 1-4) Sages & Specialists Arms and Equipment Guide Of Ships and the Sea Campaign Sourcebook and Catacomb Guide The Castle Guide Battlesystem Battlesystem Skirmishes Dungeons of Mystery Dungeon Builder's Guidebook World Builder's Guidebook Creative Campaigning High-Level Campaigns Combat & Tactics Skills & Powers Spells & Magic Historisk inspireret materiale (HR series) Vikings Campaign Sourcebook Charlemagne's Paladins Campaign Sourcebook Celts Campaign Sourcebook A Mighty Fortress Campaign Sourcebook The Glory of Rome Campaign Sourcebook Age of Heroes Campaign Sourcebook The Crusades Campaign Sourcebook |
| D&D 3e                        | Monster Manual II Fiend Folio Savage Species Ghostwalk | Hero Builder's Guidebook Defenders of the Faith Song and Silence Sword and Fist Tome and Blood Masters of the Wild Oriental Adventures | Deities & Demigods Manual of the Planes Psionics Handbook Oriental Adventures Arms and Equipment Guide Hero Builder's Guidebook Stronghold Builder's Guidebook Book of Challenges Book of Vile Darkness Epic Level Handbook |
| D&D 3.5e                      | Monster Manual III Monster Manual IV Monster Manual V Draconomicon Dragon Magic Lords of Madness Libris Mortis Magic of Incarnum Races of Destiny Races of Stone Races of the Wild Races of the Dragon Drow of the Underdark | Unearthed Arcana Magic of Incarnum Dragon Magic Spell Compendium Complete Arcane Complete Mage Complete Divine Complete Champion Complete Warrior Complete Scoundrel Complete Adventurer Tome of Battle Player's Handbook II | Unearthed Arcana Dungeon Master's Guide II Player's Handbook II Rules Compendium Weapons of Legacy Spell Compendium Tome of Magic Planar Handbook Expanded Psionics Handbook Complete Psionic Book of Exalted Deeds Sandstorm Frostburn Stormwrack Cityscape Dungeonscape Heroes of Battle Heroes of Horror Elder Evils Magic Item Compendium |
| D&D 4e                        | Monster Manual 2 Monster Manual 3 Monster Vault Monster Vault - Threats to the Nentir Vale Demonomicon Draconomicon - Chromatic Dragons Draconomicon - Metallic Dragons Open Grave: Secrets of the Undead Underdark Heroes of the Feywild Player's Handbook 2 Player's Handbook 3 Player's Handbook Races: Dragonborn Player's Handbook Races: Tieflings | Arcane Power Primal Power Martial Power Martial Power 2 Divine Power Heroes of the Fallen Lands Heroes of the Forgotten Kingdoms Heroes of Shadow Heroes of the Elemental Chaos Player's Handbook 2 Player's Handbook 3 | Psionic Power Manual of the Planes The Plane Above: Secrets of the Astral Sea The Plane Below: Secrets of the Elemental Chaos Rules Compendium Player's Strategy Guide Dungeon Master's Guide 2 Mordenkainen's Magnificent Emporium Into the Unknown: The Dungeon Survival Handbook |
| D&D 5e                        | Mordenkainen's Tome of Foes | Xanathar's Guide to Everything | Xanathar's Guide to Everything |

1970-1971Gary Gygax og David Arneson arbejder på spillet "Chainmail". Mange af ideerne fra Chainmail videreføres senere i rollespillet Dungeons and Dragons.
1974Dungeons & Dragons, også kaldet D&D, udkommer.
1977Dungeons & Dragons Basic Set bliver udgivet. Det er en revideret udgave af reglerne fra 1974, skrevet af en fan som TSR hyrede til opgaven, og præsenterer D&D i en nemmere tilgængelig udgave for nybegyndere. Reglerne omfatter kun spil for første til tredje niveau (level).
1979Advanced Dungeons & Dragons, også kaldet AD&D, udkommer. Det var en stor udvidelse med hensyn til professioner, magi og uhyrer. AD&D har også andre regler end D&D på en række områder og giver mulighed for spil på højere niveauer. Fra 1980 og frem, udkom flere udvidelser og supplementer til AD&D reglerne, blandt andet "Deities & Demigods" (1980), "Unearthed Arcana" (1985) og "Oriental Adventures" (1985). D&D fortsætter som kommercielt spil parallelt med AD&D frem til år 2000.
1981D&D Basic Set blev udgivet igen i en større revideret udgave. Samme år udkommer D&D Expert Set med regler for spil på højt niveau (level). I 1983, udkom grundreglerne igen, men nu præsenteret som en tutorial. Bokssættet med grundreglerne ("The Red Box") følges op af flere bokssæt med regeludvidelserne Expert Rules, Companion Rules, Master Rules og Immortal Rules frem til 1985. Alle bokssættene er skrevet af Frank Mentzer.
1989Advanced Dungeons & Dragons, 2nd Edition (AD&D 2nd edition) med flere regelændringer udkommer. Referencer i spillet til dæmoner og djævle var fjernet og der blev lagt mere vægt på holdånden i spillet efter kritik fra amerikanske religiøse grupper. I årene efter følger en lang række supplementer til reglerne.
1994The Classic Dungeons & Dragons Game blev udgivet. Boksudgivelsen samlede alle de tidligere D&D regler, både for lavt og højt level.
1997TSR blev opkøbt af Wizards of the Coast (WotC).
2000Wizards of the Coast udgav 3. version af Advanced Dungeons & Dragons, men tillægsordet "Advanced" blev droppet og udgaven blot kaldt Dungeons & Dragons, eller mere specifikt D&D 3e, en tilgang der er fastholdt lige siden. Reglerne var blevet redigeret af de mange fans og spillere af AD&D 2nd edition.
D&D 3e regelsystemet er baseret på en 20 siders terning og samtid med udgivelsen i år 2000, blev reglerne frigjort som en særlig udgave, kaldet Systems Reference Document (SRD), af det større d20 regelsystem. SRD kan herefter benyttes frit under en såkaldt Open Game Content License (OGL). Det åbnede op for at andre forlag end Wizards of the Coast kunne udgive og sælge brugbart spilmateriale til Dungeons & Dragons, og den mulighed har mange benyttet sig af siden. SRD, og OGL, er løbende blevet opdateret efterhånden, som der er udkommet nye versioner af D&D.
Allerede i juni 2003 blev 3. udgaven opdateret til version 3.5 (D&D 3.5), og der blev udgivet nye regelbøger. Der havde været en række kritikpunkter af D&D 3e reglerne, og med D&D 3.5 blev de rettet.
2008I 2008 udgiver Wizards of the Coast deres fjerde udgave af Dungeons and Dragons (D&D 4e). Denne version er langt mere strømlinet, og mange nye spillere kommer til, hvorimod en del ældre fans er kritiske.
2014I 2012, bekendtgjorde Wizards of the Coast at de var i gang med at udvikle reglerne til en ny og femte udgave af Dungeons & Dragons kaldet D&D Next. Der blev igangsat storstilede offentlige spilkampagner og spiltests med flere hundrede frivillige deltagere for at udvikle de endelige regler. Efter to år, i 2014, blev resultatet D&D 5e udgivet.
I august 2017 blev websitet "D&D Beyond" lanceret. Det er det officielle digitale værktøj til D&D 5e, og indeholder regler, scenarier, supplementer og hjælpeprogrammer til spillet. D&D Beyond kræver registrering men er gratis at benytte.

2024
Det er blevet annonceret at der i 2024, i anledningen af systemets 50 års jubilæum, bliver udgivet et nyt regelsæt, og nye udgaver af PHB, DMG og MM . Det nye regelsæt vil være bagudkompatibel med de gamle 5e regler.

## Computerspil
Der er udkommet mange elektroniske spil baseret på Dungeons & Dragons gennem tiden og især computerspil (Windows, Mac, Unix, mm) og konsolspil (Playstation, XBox, mm). Spiltyperne omfatter actionspil, computerrollespil, MUDs, MMORPGs, mm og populære eksempler inkluderer følgende:
| Dungeons & Dragons computerspil |                                                                                        |
| Årstal                          | Titel                                                                                  |
| 1982                            | Cloudy Mountain                                                                        |
| 1983                            | Treasure of Tarmin                                                                     |
| 1992                            | Warriors of the Eternal Sun Order of the Griffon Spelljammer: Pirates of Realmspace    |
| 1993                            | Dark Sun: Shattered Lands Tower of Doom Fantasy Empires Stronghold                     |
| 1994                            | Dark Sun: Wake of the Ravager Ravenloft: Strahd's Possession                           |
| 1995                            | Ravenloft: Stone Prophet Slayer DeathKeep                                              |
| 1996                            | Dark Sun Online: Crimson Sands Shadow over Mystara Iron & Blood: Warriors of Ravenloft |
| 1997                            | Birthright: The Gorgon's Alliance                                                      |
| 1999                            | Planescape: Torment                                                                    |
| 2003                            | Heroes The Temple of Elemental Evil                                                    |
| 2005                            | Dragonshard                                                                            |
| 2006                            | Dungeons & Dragons Online                                                              |
| 2007                            | Dungeons & Dragons Tactics                                                             |
| 2013                            | Chronicles of Mystara                                                                  |
| 2017                            | Planescape: Torment (enhanced edition)                                                 |

- Pool of Radiance (1988)
- DragonStrike (1990)
- Planescape: Torment (1999)

Populære computerspils-serier:
- Neverwinter Nights serien (fra 2002)
- Baldur's Gate serien (fra 1998)

I 2010'erne blev flere af serierne genudgivet i såkaldte "enhanced editions", hvor grafik og lyd blev opdateret og forbedret.
Dungeons & Dragons MMORPGs og MUDs:
- Neverwinter (2013, MMORPG)[69]
- Dungeons & Dragons Online (2006, MMORPG)
- TorilMUD (1996, MUD)[70]

## Film
- Dungeons & Dragons (film) (2000)
- Dungeons & Dragons: Wrath of the Dragon God (2005)
- Dungeons & Dragons: The Book of Vile Darkness (2012)